# 李煜 (康熙進士)
李煜（？年—？年），山西省澤州直隸州陽城縣（今屬晉城市）人，清朝人物。

## 生平
康熙十一年（1672年）壬子鄉試舉人。
康熙十八年（1679年）己未科第三甲第一百五名同進士出身。未有任官紀錄。

## 家族
父李兆甲。